# Jahotynský rajón
Jahotynský rajón (ukrajinsky Яготинський район) byl rajón v Kyjevské oblasti na Ukrajině. Hlavním městem byl Jahotyn a rajón měl přibližně 32 tisíc obyvatel. 

## Sídla v rajónu
- Jahotyn